# Unit4
Unit4, bildat 1980, är ett nederländskt företag som levererar affärssystem under varumärken som Unit4 Business World (f.d. Agresso Business World), Unit4 Financials (tidigare Coda Financials), Unit4 Consolidation (tidigare Ocra) och Unit4 Property Management (tidigare FastNet). Företaget har kontor i 17 länder i Europa, 7 i Nordamerika, Asien och Afrika samt säljaktiviteter i flera andra länder. 2010 var omsättningen 421,7 miljoner euro. 
Unit4 har sitt huvudkontor i Utrecht i Nederländerna. Bolaget har totalt cirka 4 230 anställda. I Sverige har Unit4 AB cirka 400 anställda. 